# آیجا آندرجوا
آیجا آندرجوا (به انگلیسی: Aija Andrejeva) (زاده ۱۶ ژانویه ۱۹۸۶) خواننده اهل لتونی است.
او در مسابقه آواز یوروویژن ۲۰۱۰ نماینده لتونی بود.